# ブルー・ラグーン (カクテル)

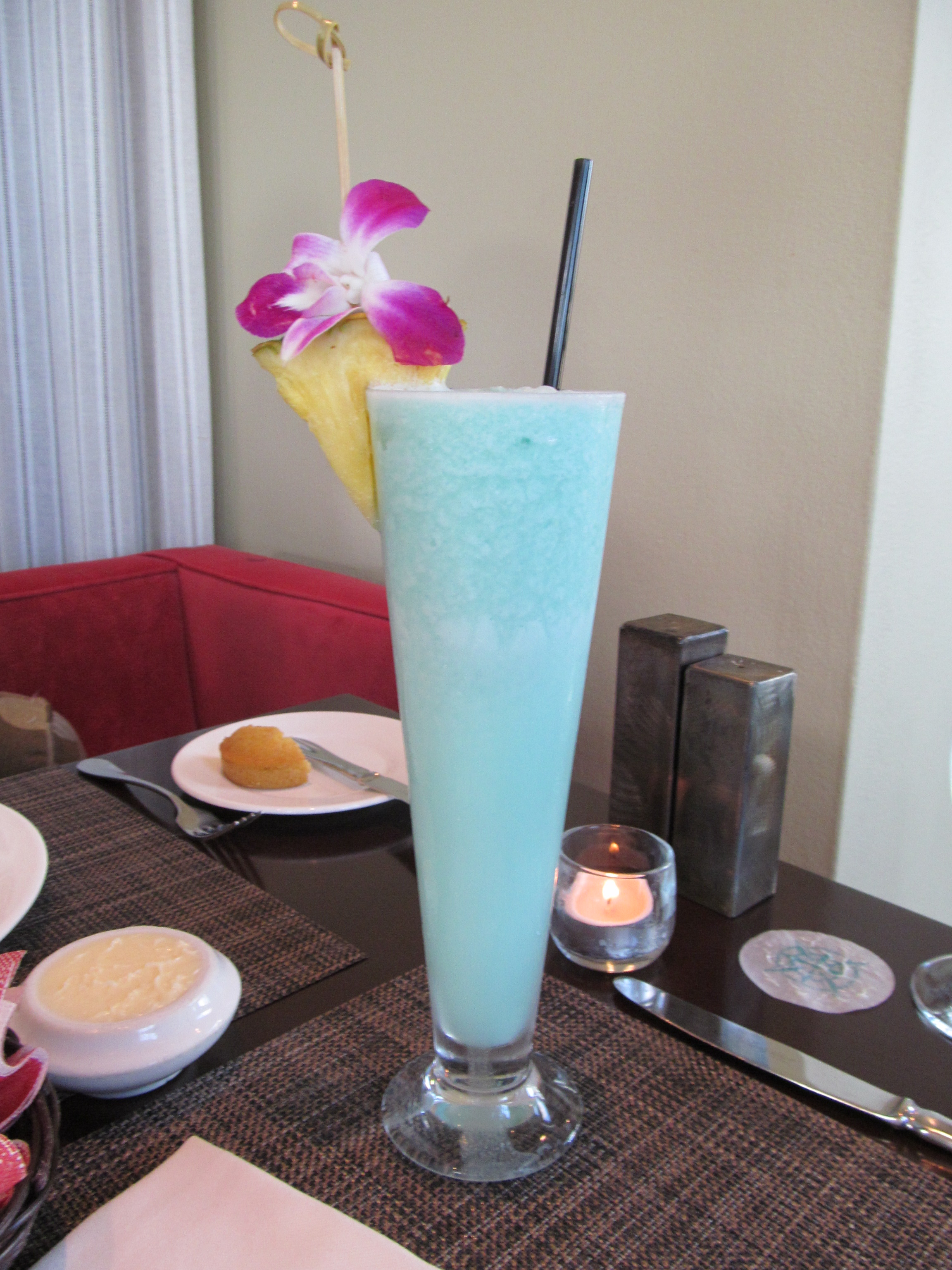
ブルー・ラグーン

ブルー・ラグーン (Blue Lagoon) は、ウォッカベースのカクテル。カクテル名の Lagoon は湖または湾のことで、本カクテルも鮮やかな青色をしている。

## 概要
バラライカのバリエーションで、ホワイトキュラソーをブルーキュラソーにかえたものである。
パリのハリーズ・ニューヨーク・バーのアンドリュー・マッケルホーン (Andrew MacElhone)が1960年に考案した。アンドリューはバーの創始者ハリー・マッケルホーンの息子である。

## レシピの例
材料
- ウォッカ 30ml
- ブルー・キュラソー 20ml 　
- レモン・ジュース 20ml

作り方
ショートタイプ
1. シェークする。
2. 氷を入れたフルート型シャンパングラスまたはソーサー型シャンパングラスに注ぐ。
3. オレンジ、レモン、チェリーを飾り、ストローを添える。

ロングタイプ
1. シェークする。
2. タンブラーに注ぐ。
3. 氷を入れ、ソーダで満たす。
4. オレンジ、レモン、チェリーを飾り、ストローを添える。

### 文献
- 社団法人日本バーテンダー協会編著 『ザ・カクテルブック』発行:株式会社柴田書店 1991年12月10日初版 ( ISBN 4-388-05666-9 )